# Галаксија са диском
Галаксије са диском су галаксије које имају дискове, заравњене кружне групе звезда. Ове галаксије могу, али не морају да садрже централни овал. 
У галаксије са диском спадају следећи типови галаксија:
- Обичне спиралне галаксије (без моста) - типови ,
- Премошћене спиралне галаксије - тип
- Прелазни тип између обичне и премошћене спиралне галаксије - тип
- Лентикуларне галаксије - типови , , , ,